# Яра ван Керкгоф
Яра ван Керкгоф (нід. Yara van Kerkhof) — нідерландська ковзанярка, що спеціалізіється на шорт-треку, олімпійська медалістка, призерка чемпіонатів світу та Європи.
Срібну олімпійську медаль ван Керкгоф виборола на дистанції 500 метрів на Пхьончханській олімпіаді 2018 року.

## Олімпійські ігри
| Рік  | Місто                     | 500 метрів | 1000 метрів | 1500 метрів | Е   | ЗЕ  |
| ---- | ------------------------- | ---------- | ----------- | ----------- | --- | --- |
| 2014 | Сочі, Росія               | 11         | 18          | 15          | PEN | Н/Д |
| 2018 | Пхьончхан, Південна Корея | 2          | 14          | 10          | 3   | Н/Д |
| 2022 | Пекін, Китай              | —          | —           |             | 1   | —   |

## Виноски
1. ↑  https://www.shorttrack.swisstiming.com/Entries.aspx?evt=11213100000124
2. 1 2  https://isu.org/docman-documents-links/isu-files/event-documents/short-track-2/2023-24-4/world-cups-26/announcements-156/32192-isu-world-cup-short-track-speed-skating-montreal-18-10-2023-entries/file
3. ↑  TeamNL
4. ↑  Women's 500 metres results. Архів оригіналу за 16 грудня 2019. Процитовано 14 лютого 2018. [Архівовано 2019-12-16 у Wayback Machine.]